# Ordre Druidique Britannique

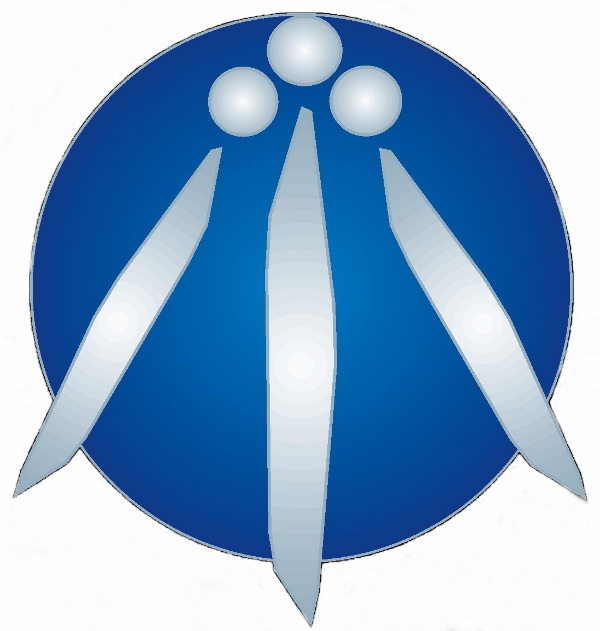
Symbole de l'Awen designé par Greywolf en 2000 pour logo officiel.

Le British Druid Order (BDO) est un ordre druide international fondé en 1979, ayant pour vocation religieuse et éducative. Sa constitution le définit comme une association non incorporée à but non lucratif. Il est généralement considéré comme l’un des tout premiers, sinon le tout premier, ordres druidiques explicitement néopaïens. L’ordre puise son inspiration dans des textes médiévaux en langue galloise tels que le Mabinogion, ainsi que dans d’autres écrits anciens celtiques ou britanniques, dans le but de renouer avec les pratiques religieuses et spirituelles indigènes préchrétiennes de la Grande-Bretagne, qu’il considère de nature chamanique.

## Histoire
L’ordre fut fondé en 1979 par la création du premier cercle originel, la « Mother Grove », dénommée The Grove of the Badger, à Hastings (Sussex, Angleterre), sous l’initiative de Philip Shallcrass, actuel chef de l’organisation.
En 1992, le BDO diffusait déjà une littérature païenne centrée sur les traditions chamaniques propres aux îles Britanniques.
En 1993, l’ordre cofonde le Gorsedd of Bards of Caer Abiri à Avebury, avec un rituel conçu par Shallcrass.
En 1995, Shallcrass est rejoint à la tête de l’ordre par Emma Restall Orr, en qualité de cheffe conjointe.
Lors d’un séjour aux États-Unis en 1997, les deux chefs de l’ordre fondent le premier Gorsedd américain, Caer Pugetia, à Seattle. La même année, le Gorsedd of Bards of Cor Gawr est fondé à Stonehenge, dans le cadre des efforts du BDO visant à élargir l’accès rituel au site.
En 2002, Restall Orr quitte sa fonction de co-cheffe afin de fonder The Druid Network. L’année suivante, en 2003, le Circle of Elders (cercle des anciens) est institué au sein de l’ordre.
En 2010, le BDO achève la construction d’une maison ronde de style âge du fer, devenue depuis un lieu central de formation, d’ateliers et de rituels. L’année 2011 marque le lancement du programme de formation bardique du BDO, dont les premiers bardes furent diplômés en 2013.
Cette même année voit l’inauguration de l’initiative des Druid Hedge Schools, réseau informel de formations païennes druidiques visant à promouvoir le druidisme comme voie spirituelle contemporaine.

## Croyances fondamentales
Le British Druid Order s’inscrit dans la tradition contemporaine du néodruidisme, reposant sur la division tripartite de ses membres en bardes, ovates et druides.
Le druidisme du BDO :
- est animiste, considérant toute chose comme animée d’un esprit,
- est polythéiste, reconnaissant de nombreuses divinités,
- vénère les ancêtres de sang (nos ascendants biologiques) ainsi que les ancêtres spirituels (ceux ayant emprunté des voies similaires avant nous),
- honore l’esprit du lieu[1].

L’ordre soutient que les pratiques religieuses et spirituelles autochtones des druides originels étaient de nature chamanique et s’efforce d’en reconstruire une expression contemporaine, conforme aux besoins spirituels du XXIe siècle lorsque cela est possible, ou bien de renouer avec leur esprit originel lorsque cela ne l’est pas. Ce processus est désigné par l’ordre sous l’expression : « raviver le feu sacré ».
Concrètement, le BDO cherche à comprendre et à interagir avec l’esprit d’inspiration et de créativité, connu dans la tradition druidique britannique sous le nom d’awen, à travers l’étude, les rituels, les traditions orales, les pratiques de guérison et d’autres disciplines. Ces pratiques visent à faciliter la connexion avec des sources de savoir, d’inspiration et de sagesse situées au-delà des limites de la psyché humaine, et ancrées dans le monde naturel. En outre, l’activisme politique et pratique en faveur de l’écologie est considéré comme une exigence spirituelle,.

## Publications
Voici une liste non exhaustive des publications produites par le BDO. Tooth and Claw est encore éditée de manière ponctuelle :
- The Druid's Voice: The Magazine of Contemporary Druidry
- Tooth and Claw: The Journal of the British Druid Order
- Gorseddau: Newsletter of the Gorsedd of Bards of the Isles of Britain